# 王建邦
王建邦（1933年—），河北怀安人，中华人民共和国政治人物、外交官。1991年，接替安惠侯担任中华人民共和国驻阿尔及利亚大使。1995年，由李清玉接任。